# 青山学院 アスタジオ

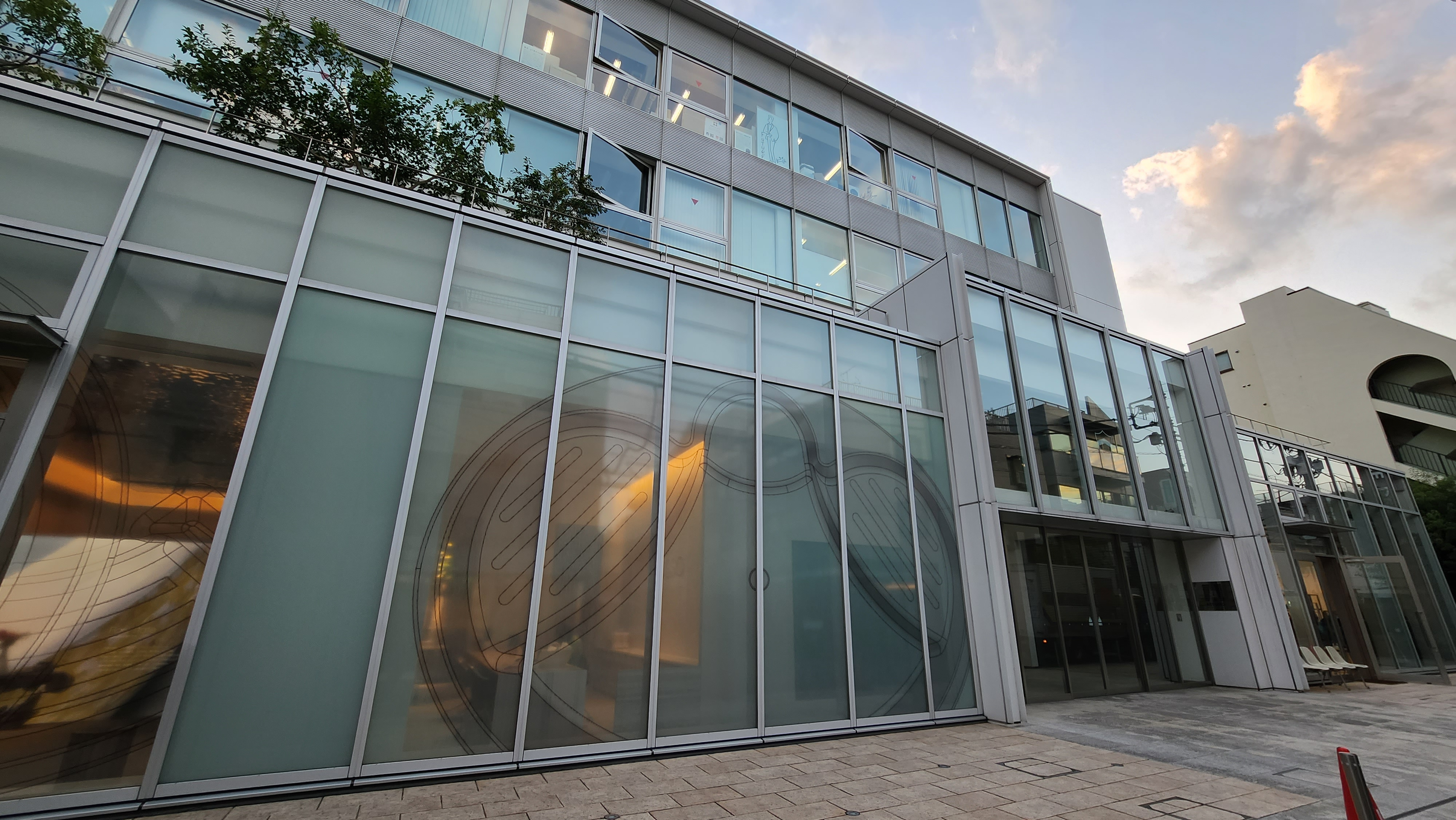
青山学院 アスタジオ(外観)

青山学院 アスタジオ(あおやまがくいん アスタジオ)は、東京都渋谷区神宮前に立地する学校法人青山学院の文化複合施設。

## 概要
学生が地域コミュニティやクリエイター、企業・公官庁などの外部機関と連携して演習を行う「文化の創造・発信の基地」として建てられた。
2007年3月に老朽化のため閉寮した同大学男子学生寮「常青寮」の跡地の活用について協議する「常青寮活用プロジェクト」において、文化の創造と発信の両方を担う地域のクリエイティブ・コアとして、当施設の構想が進められた。
2009年9月に竣工した地上4階、地下1階の建物は、「人の活動が見えること」「外の空気を感じること」といったコンセプトを具現化した、ガラスを多用した外観や屋内空間が特徴で、2階には同大学総合文化政策学部の附置研究所である青山コミュニティラボ(ACL)が入り、3・4階は貸事務所、地下1階には150人を収容可能な多目的ホールが設けられている。

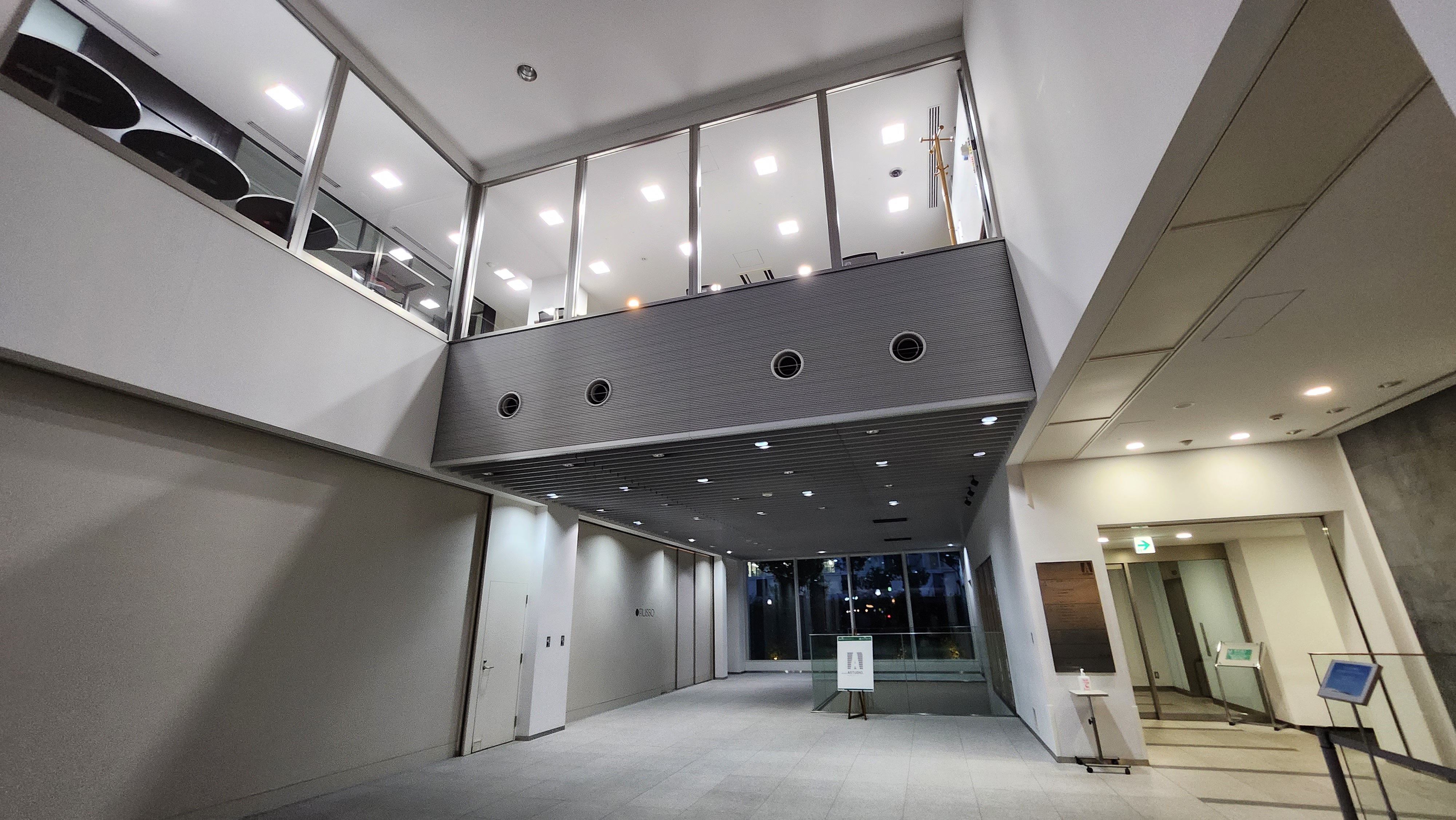
青山学院 アスタジオ(1F エントランス)

同学院青山キャンパスから徒歩3分、表参道駅B2出口から徒歩5分。